# Estação Odéon
Odéon é uma estação das linhas 4 e 10 do Metrô de Paris, localizada no 6.º arrondissement de Paris.

## Localização
Ela está localizada sob a place Henri-Mondor, no boulevard Saint-Germain, no quartier Latin, próximo da Escola de Medicina. Ele leva o seu nome do carrefour de l’Odéon.

## História
A estação foi aberta em 9 de janeiro de 1910, por ocasião da inauguração do novo trecho Pont Notre-Dame (Châtelet) - Raspail da linha 4. As plataformas da linha 10 foram quanto a elas abertas em 14 de fevereiro de 1926.
Em 2011, 6 239 672 passageiros entraram nesta estação. Ela viu entrar 6 156 948 passageiros em 2013, o que a coloca na 58ª posição das estações de metrô por sua frequência.

## Serviços aos Passageiros

### Acessos
- Carrefour de l'Odéon
- 93, boulevard Saint-Germain
- 108, boulevard Saint-Germain

### Plataformas
As plataformas das duas linhas são de configuração padrão: elas são plataformas laterais separadas pelas vias do metrô situadas ao centro e a abóbada é elíptica. As da linha 10 são decorados no estilo "Ouï-dire" amarelo: a faixa de iluminação, da mesma cor, é suportada por consoles curvos em forma de foice. A iluminação direta é branca enquanto que a iluminação indireta, projetada sobre a abóbada, é multicolorida. As telhas em cerâmica brancas são planas e recobrem os pés-direitos, a abóbada e o tímpano. Os quadros publicitários são de cor amarela e cilíndricos e o nome da estação é escrito com a fonte Parisine em placa esmaltada. As plataformas são equipadas com assentos do estilo "Motte" e de bancos "sentar-estar" de cor amarela. As plataformas da linha 4 estão em obras.

### Intermodalidade
A estação é servida pelas linhas de 58, 63, 70, 86, 87 e 96 da rede de ônibus RATP. Além disso, é servida à noite pelas linhas N12 e N13 da rede de ônibus Noctilien.

## Pontos turísticos
- Palácio do Luxemburgo
- Quartier e Teatro do Odéon

## Galeria de fotografias

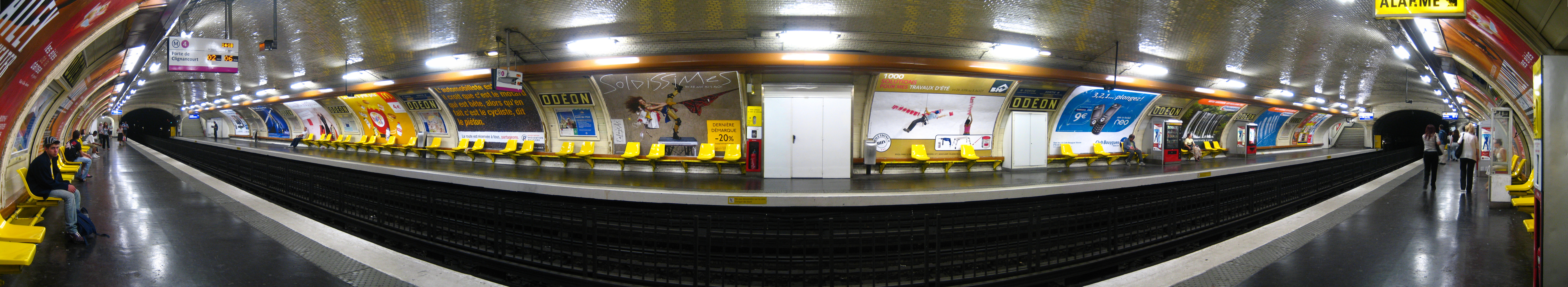
Vista panorâmica da estação da linha 4, antes da renovação: ela era então com curvatura. Nesta foto, a curvatura ainda não foi repintada em amarelo (2006).

Linha 4 antes da renovação
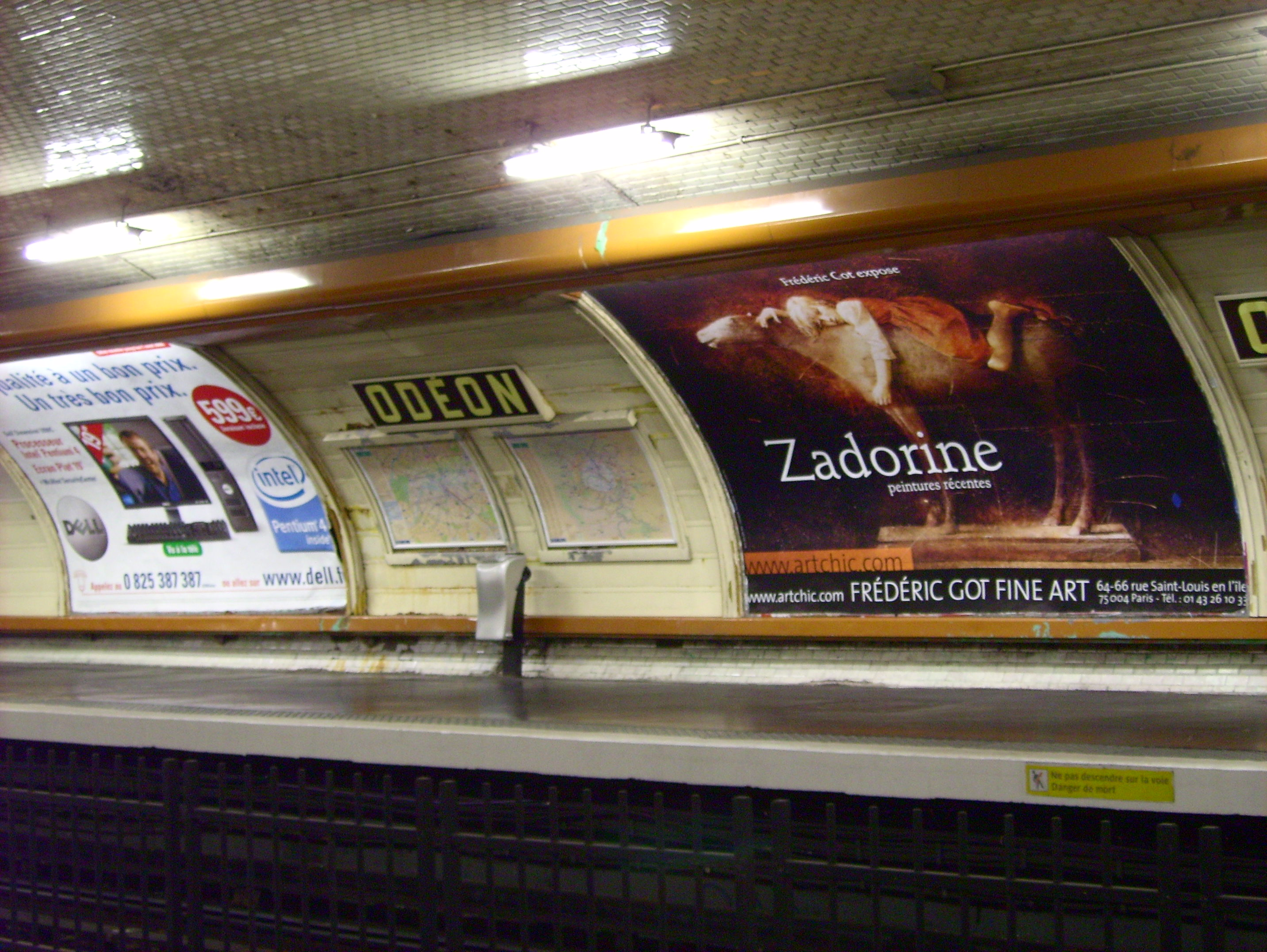
Curvatura no estado original (2006).
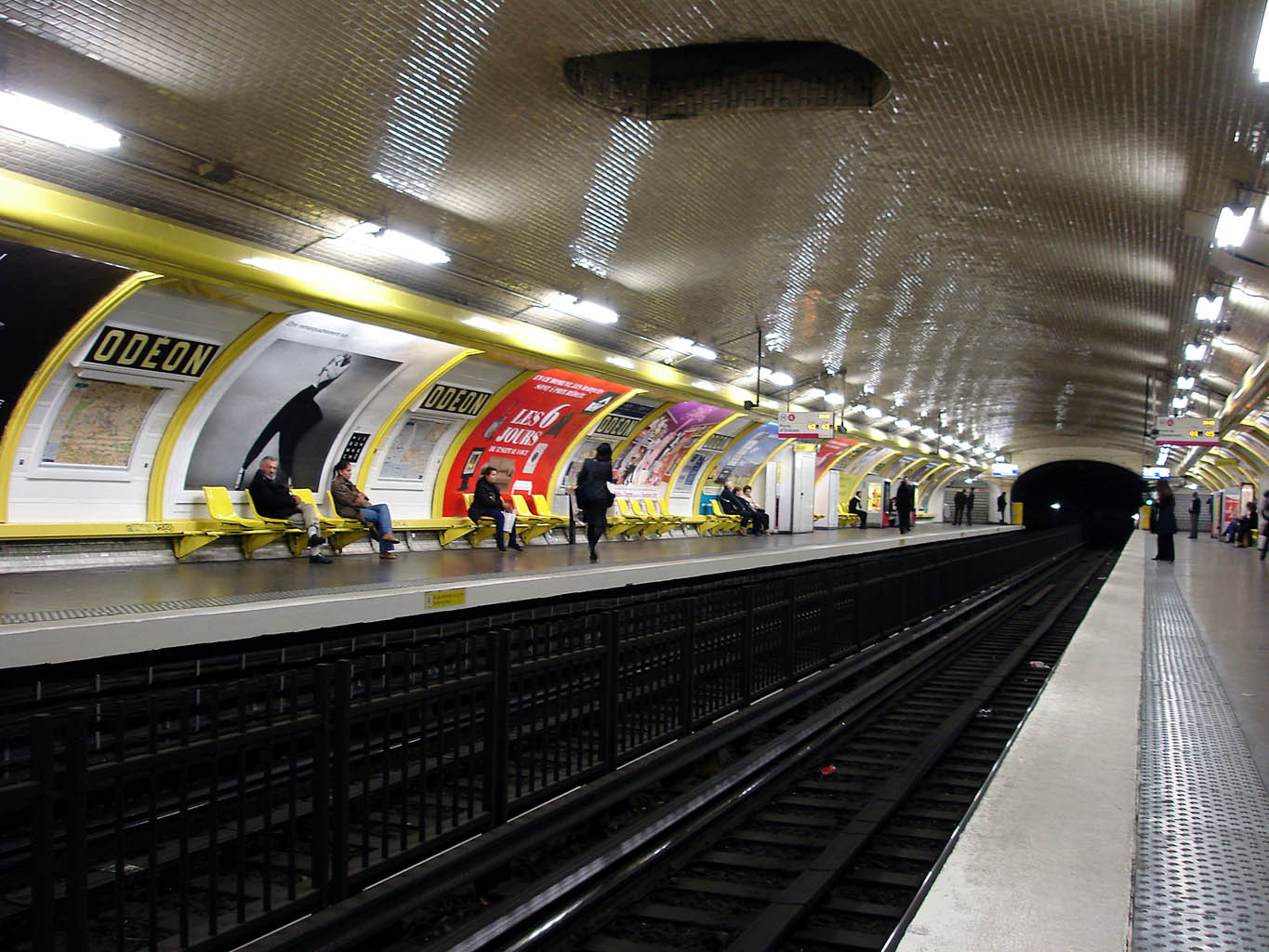
Curvatura repintada em amarelo (2008).
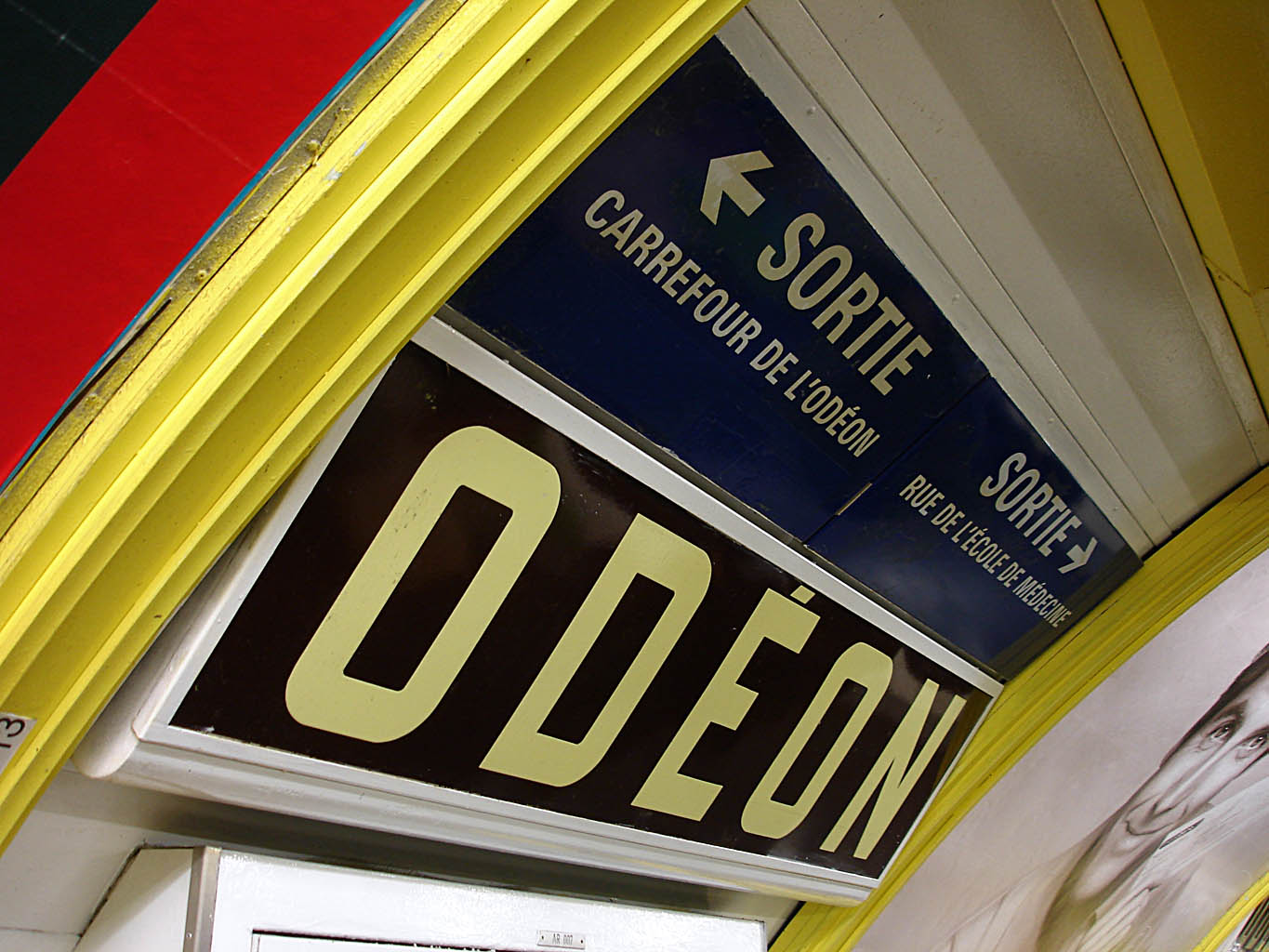
Detalhe placa nominativa.

Linha 4 depois da renovação
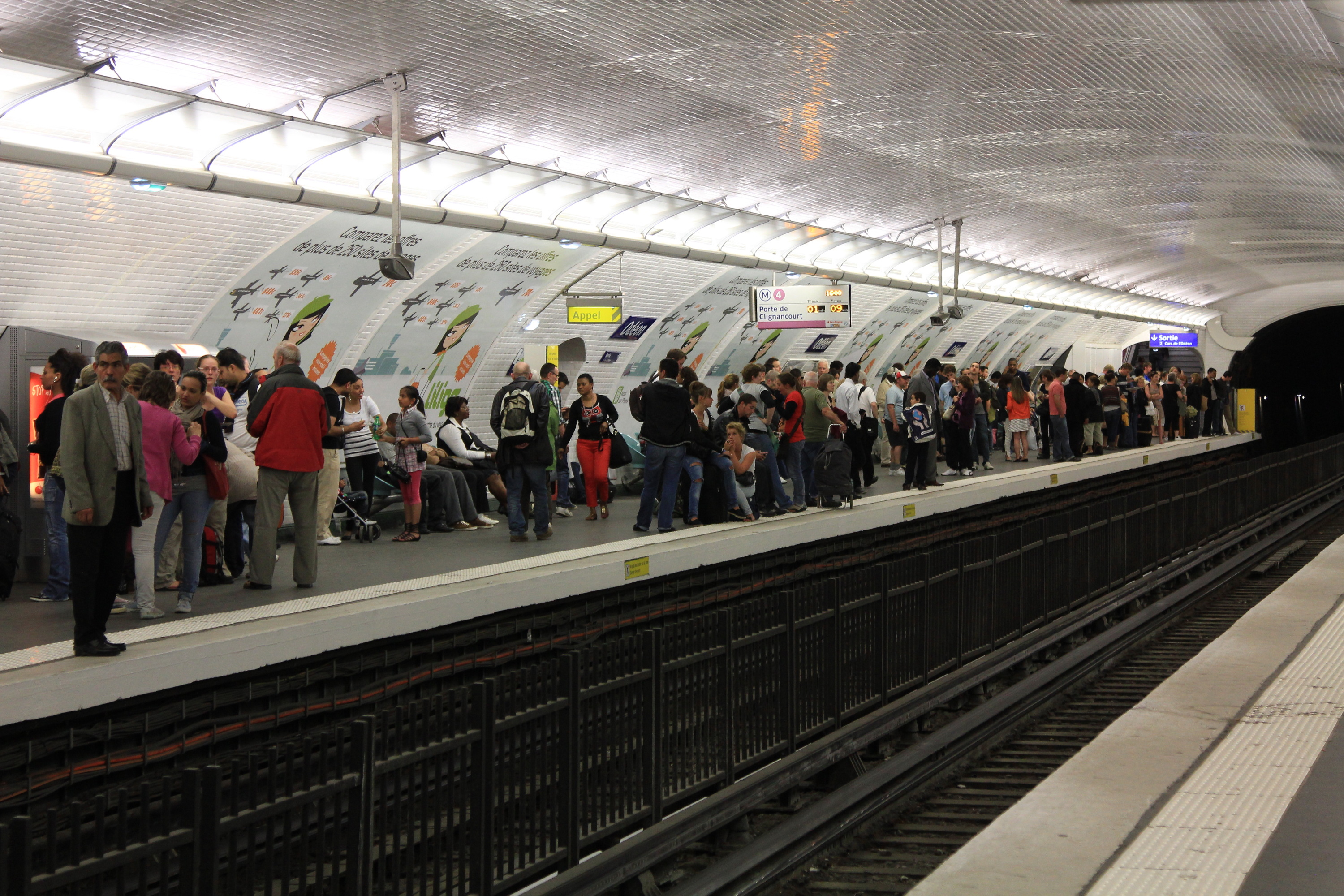
Plataforma Clignancourt, com uma afluência certa.
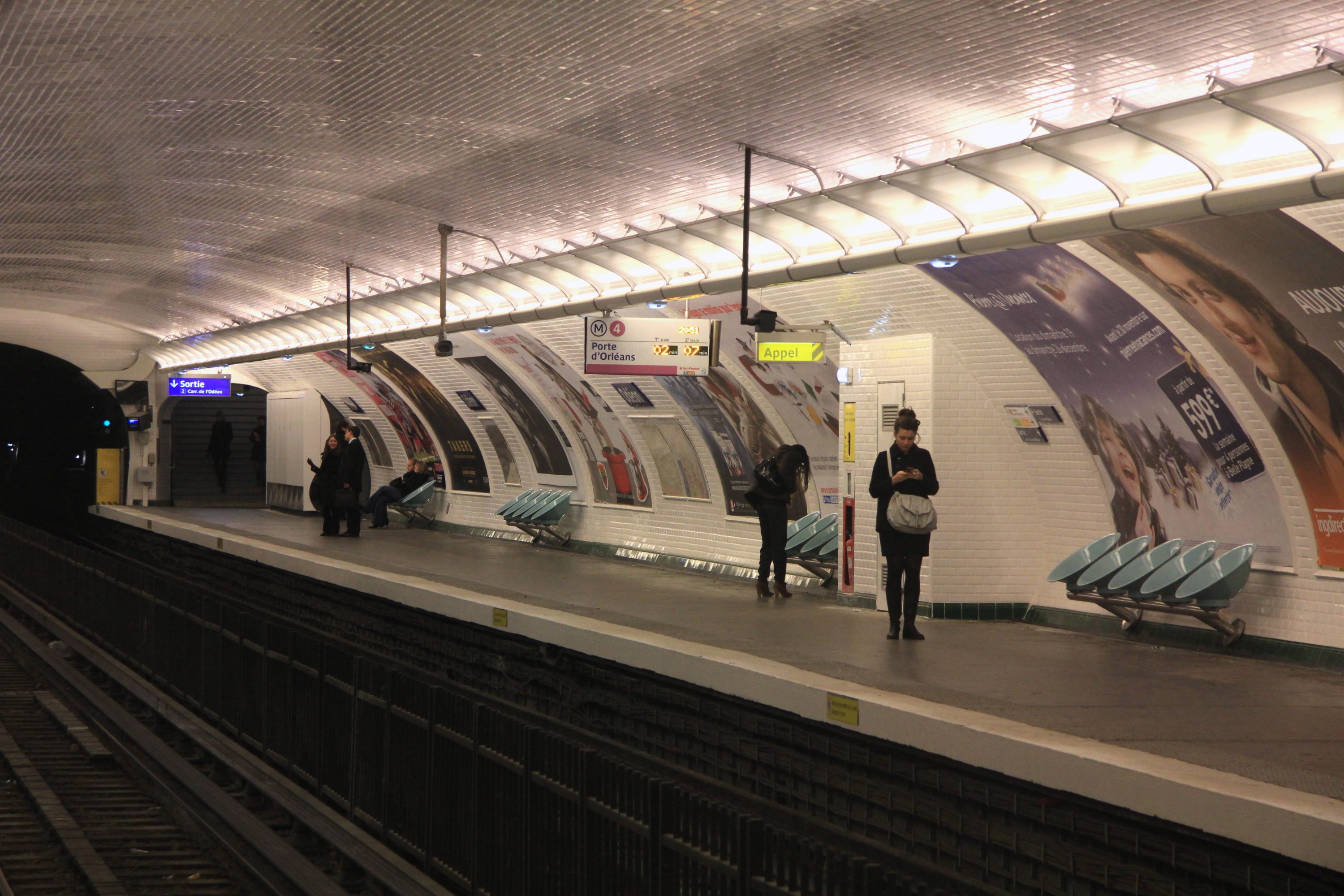
Plataforma Porte d'Orléans.
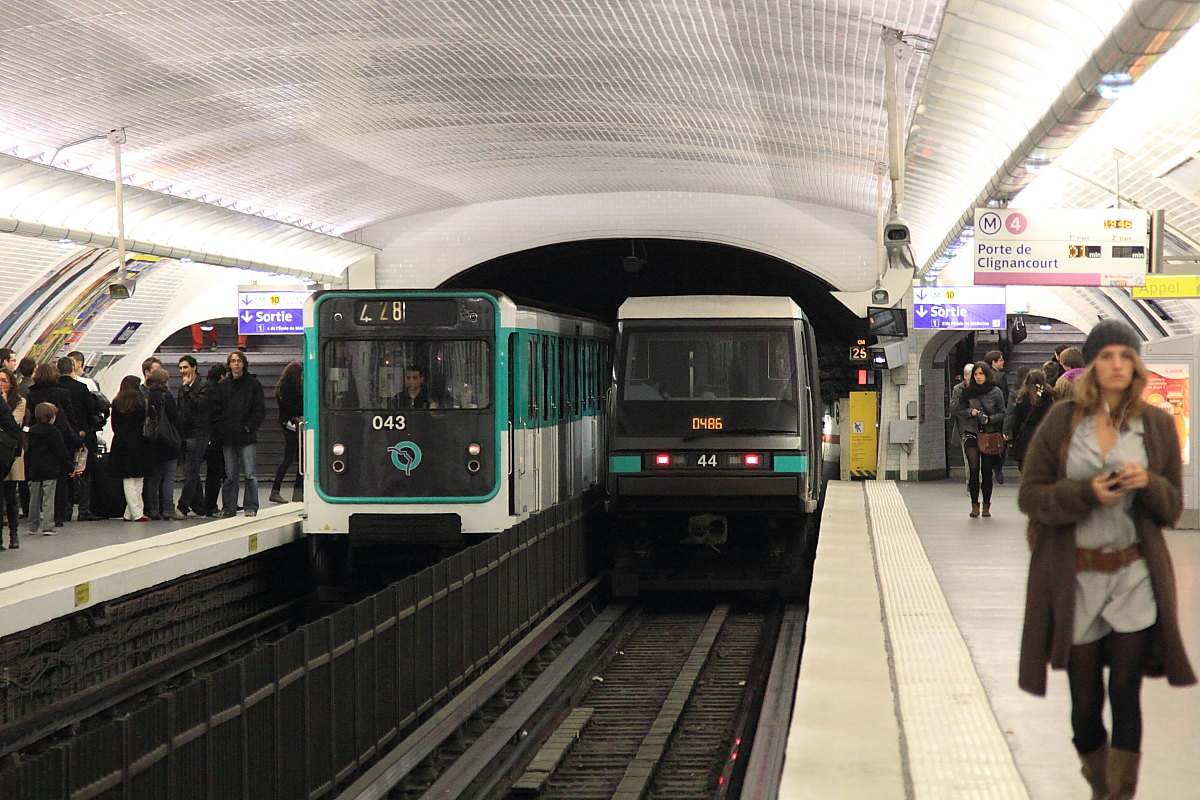
Plataformas vistas na direção de Porte de Clignancourt ainda que se cruzam duas gerações de material: Um MP 89 CC à direita, um MP 59 à esquerda, durante a transição entre os dois materiais, em 2011.

Linha 10
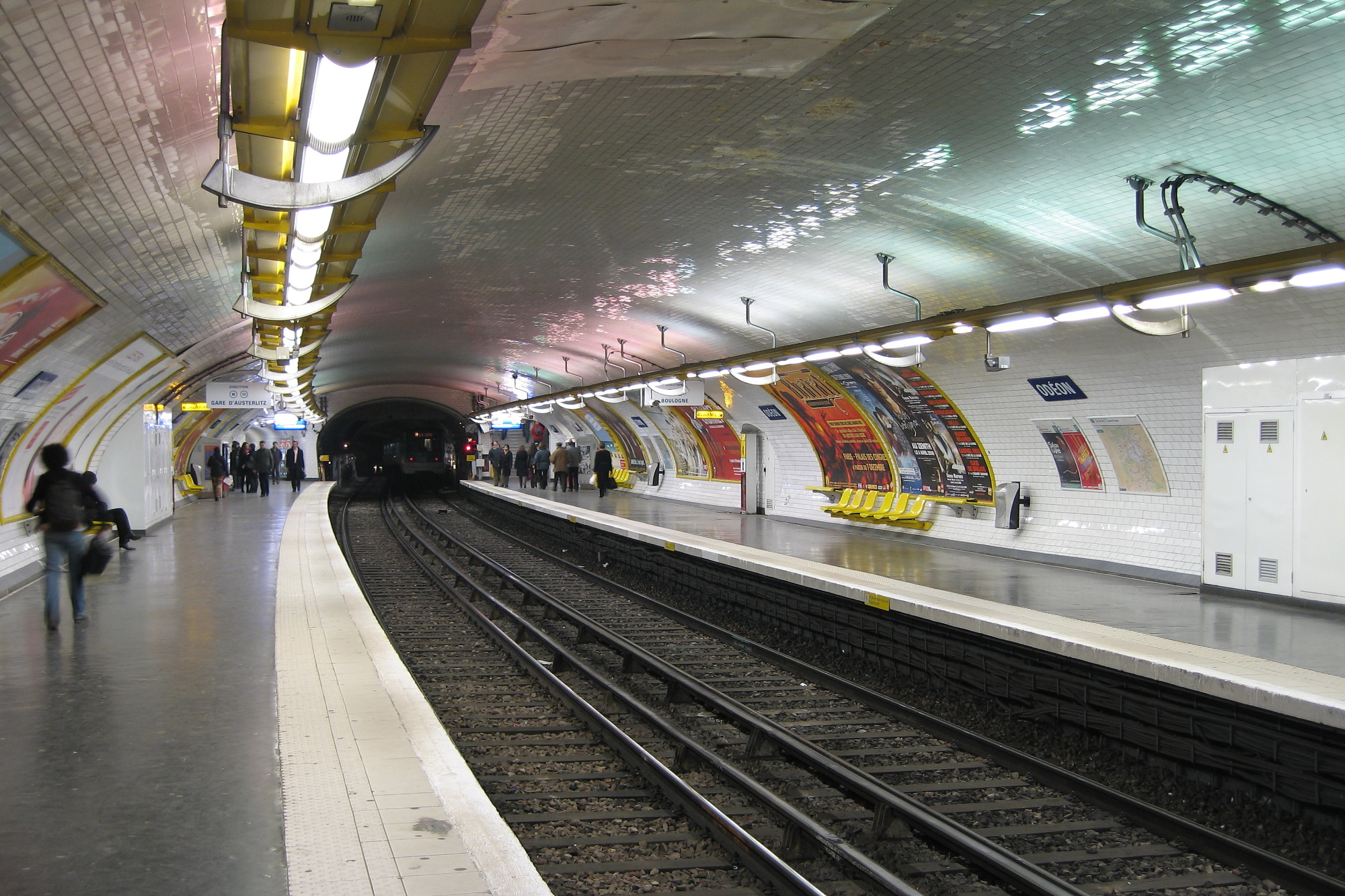
Plataforma em direção a Boulogne antes da instalação dos monitores SIEL.
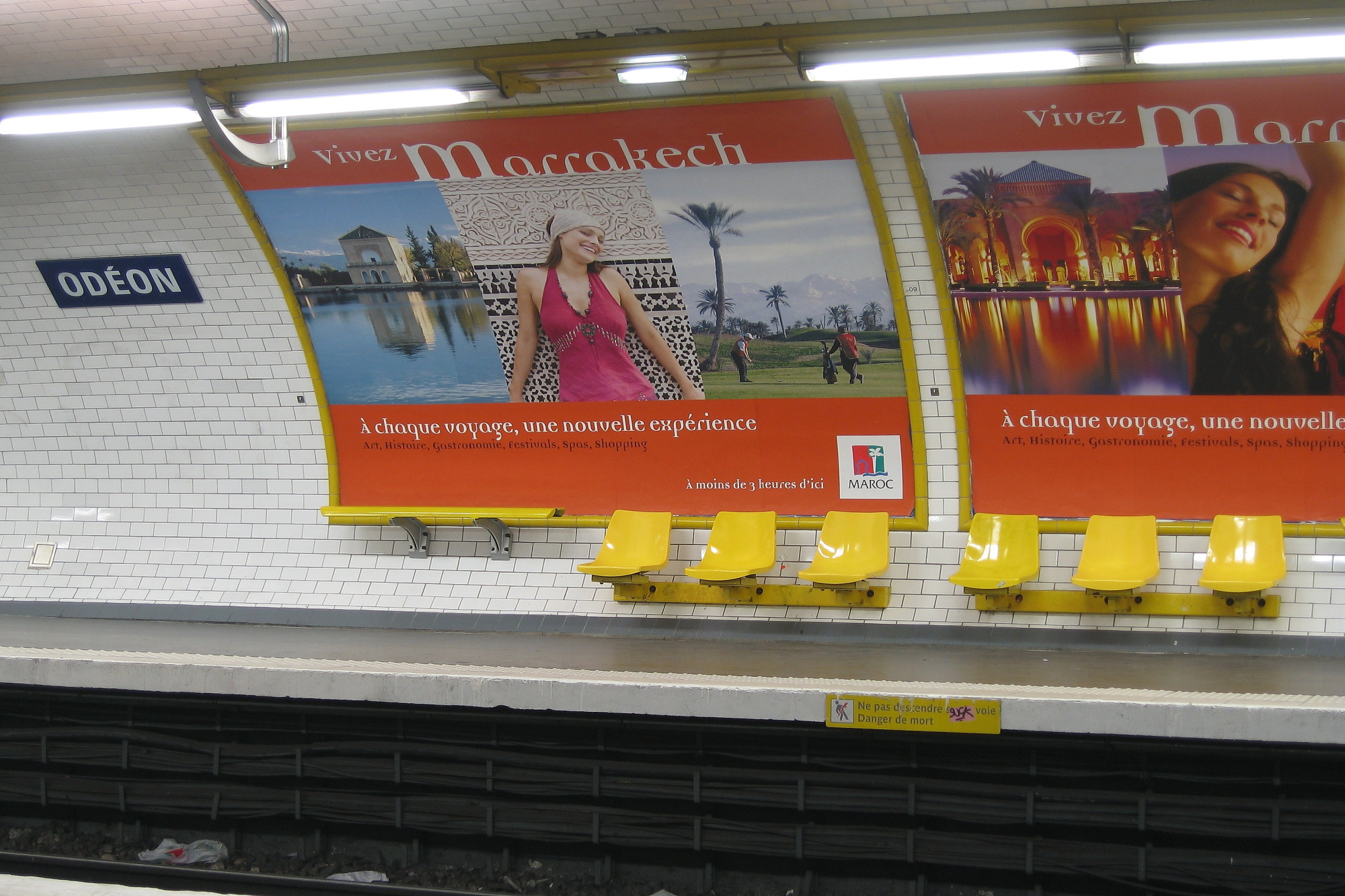
Detalhe de uma plataforma: quadro publicitário e a faixa de iluminação tubo é do estilo Ouï-dire.
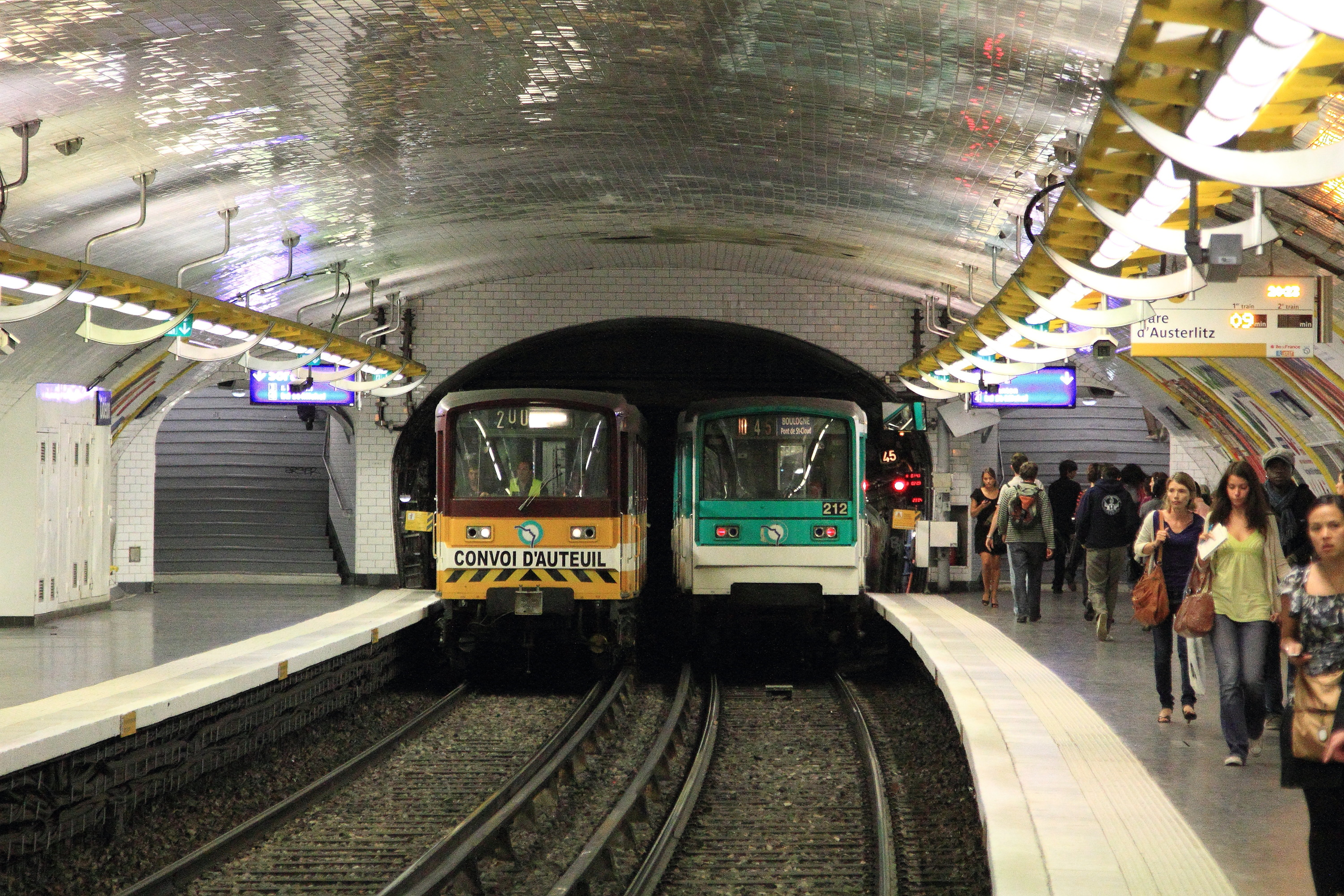
Um material de serviço normal de tipo MF 67 deixa a estação enquanto que um comboio especial Convoi d'Auteuil reservado ao transporte de carga para o pátio de manutenção da linha 10 passa pela estação.